# Gustav Knittel
Gustav Knittel (* 27. November 1914 in Neu-Ulm; † 30. Juni 1976 in Ulm) war ein deutscher SS-Führer der Waffen-SS und Kriegsverbrecher.

## Leben
Knittel trat am 15. April 1933 in die SS (SS-Nummer 111.507) und zum 1. Mai 1933 in die NSDAP ein (Mitgliedsnummer 2.242.615). Er besuchte die SS-Junkerschule Bad Tölz und die SS-Unterführerschule Dachau. 1938 war er als SS-Untersturmführer des SS-Regiments Deutschland an der Besetzung des Sudetenlandes beteiligt; später war er Adjutant im SS-Kradschützen-Reservebataillon Ellwangen. Im Frankreichfeldzug war er Chef der schweren Kompanie der Aufklärungsabteilung der Leibstandarte SS Adolf Hitler (LSSAH).
Es folgten Kampfeinsätze im Balkanfeldzug und in Griechenland. Während des Deutsch-Sowjetischen Kriegs wurde er 1941 verwundet und mit dem Eisernen Kreuz I. Klasse ausgezeichnet. Im März 1942 kam er als Chef einer gepanzerten Kompanie der Aufklärungsabteilung der LSSAH an die Front zurück. Bei der Schlacht um Charkow im Jahr 1942 wirkte er bei einem Entsatzangriff zur 298. Infanterie-Division und weiteren Vorstößen gegen die Rote Armee mit.
Im Februar 1943 ermordeten Mitglieder der Aufklärungsabteilung der LSSAH in den ukrainischen Dörfern Yefremovka und Semyonovka 827 Männer, Frauen und Kinder, einige wurden lebendig in der Kirche von Yefremovka verbrannt. Es ist jedoch bis heute nicht eindeutig bewiesen, dass Knittel an dieser Aktion persönlich teilgenommen hat. Laut seinen Akten war er am 15. Februar bei Kämpfen am Bereka verwundet worden und befand sich zum Zeitpunkt der Massaker in einem Hospital.
Im Juni 1944 war Knittel als Kommandeur der SS-Panzer-Aufklärungs-Abteilung 1 in der Normandie im Einsatz, später war er Kommandeur des SS-Feldersatzbataillons der LSSAH. Im Dezember 1944 war Knittel als Kampfkommandant, mittlerweile im Rang eines SS-Sturmbannführers, an der Ardennenoffensive beteiligt. Auf Befehl von Wilhelm Mohnke leitete Knittel die Schnelle Gruppe Knittel bzw. Kampfgruppe Knittel. Dieser Verband in der Größe eines Bataillons sollte mit anderen SS-Verbänden wie der Kampfgruppe Peiper gegen die alliierten Truppen vorgehen und sie zurückdrängen. Am 17. Dezember, dem zweiten Tag der Offensive, erschossen Soldaten von Knittels Kampfgruppe 11 afroamerikanische GIs beim Wereth-Massaker, daraufhin zahlreiche belgische Zivilisten sowie Gefangene, u. a. bei Trois-Ponts, Parfondruy, Renardmont und Stavelot. Insgesamt wurden im Kampfgebiet der LSSAH schätzungsweise 250 Zivilisten ermordet, die meisten davon durch Soldaten, die Knittel unterstellt waren. Der Vorstoß der Deutschen blieb bereits schnell hängen, die Kampfgruppe Knittel erlitt Ende Dezember 1944 an der Amel durch die 3rd Armored Division und die 30th Infantry Division schwere Verluste. Die verbliebenen Soldaten zogen sich nach Osten und später in den Raum Bastogne zurück. Knittels Gefechtsstand bei Vielsalm wurde am 31. Dezember von der USAAF bombardiert, wobei er ein schweres Schädel-Hirn-Trauma erlitt.
Nach einem längeren Aufenthalt in einem Lazarett setzte er sich im Mai 1945 ab, um nicht in Kriegsgefangenschaft zu geraten. Er schlug sich nach Ulm und dann bis Stuttgart durch, wo er sich auf einem Bauernhof versteckte. Im Januar 1946 konnte er dort von Mitgliedern des Counter Intelligence Corps, darunter auch Michel Thomas, verhaftet werden. Er wurde in einem Gefangenenlager bei Schwäbisch Hall interniert. Zwar konnte eine Beteiligung am Malmedy-Massaker ausgeschlossen werden, jedoch gab er zu, am 21. Dezember 1944 die Hinrichtung von 8 amerikanischen Kriegsgefangenen bei Trois-Ponts befohlen zu haben. Er wurde von einem Militärtribunal zu lebenslanger Haft verurteilt, die Strafe wurde jedoch später auf 15 bzw. 12 Jahre herabgesetzt. Knittel wurde 1953 begnadigt und freigelassen. Er war danach als Autoverkäufer bei Opel angestellt und verstarb 1976 in einem Ulmer Krankenhaus.

## Auszeichnungen
- Eisernes Kreuz I. und II. Klasse
- Ritterkreuz des Eisernen Kreuzes
- Infanterie-Sturmabzeichen
- Nahkampfspange in Silber
- Deutsches Kreuz in Gold
- Medaille Winterschlacht im Osten 1941/42
- Medaille zur Erinnerung an den 1. Oktober 1938
- Verwundetenabzeichen in Silber
- SS-Totenkopfring
- Ehrendegen des Reichsführers-SS